# 山形テレビ
株式会社山形テレビ（やまがたテレビ、英: Yamagata Television System Inc.）は、山形県を放送対象地域とし、テレビジョン放送事業を行っている特定地上基幹放送事業者。
山形県におけるANN・テレビ朝日系列局。略称はYTS。コールサインはJOYI-DTV。

## 概要
テレビ朝日をキー局としたANN加盟の放送局のひとつ。かつては山形新聞および山形放送（YBC）とも結びつきが深かったが、2007年（平成19年）6月に山新グループを脱退。

### 本社・支社
- 本社・演奏所：山形県山形市城西町5丁目4-1（〒990-8511）
城西町は「しろにしまち」と読む。開局当時の所在地は山形市旅篭町字砂塚[5]。
- 支社
  - 庄内支社：山形県酒田市中町2丁目6-17 山形共立酒田ビル3階（〒998-0044）
  - 置賜支社：山形県米沢市門東町3丁目3-1 米沢共立ビル3階（〒992-0039）
  - 仙台支社：宮城県仙台市太白区あすと長町1丁目3-15 東日本放送内（〒982-8505）
  - 東京支社：東京都中央区銀座6丁目14-20 香蘭社ビル10階（〒104-0061）
  - 大阪支社：大阪府大阪市北区堂島2丁目1-31 京阪堂島ビル4階（〒530-0003）

以前は鶴岡市と新庄市にも支局を開設していた。

### ロゴマーク

2024年9月まで使用された略称ロゴマーク
「y」を具象化した社章（1990年代まで使用）

1970年（昭和45年）の開局以来使用されていたロゴマークは、小文字の「y」を具現化した社章、略称の「YTS」のロゴマークも全角と半角状のロゴマークをそれぞれ使用。1990年代まで自主制作のニュース番組では、独自仕様の略称のロゴマークが使用されていた。
1996年（平成8年）11月から2003年（平成15年）9月までは、テレビ朝日ネットワークのシンボルマークを略称および社名のロゴマークに併記していた。
2024年（令和6年）10月1日、開局55周年を機に、新CIの制定により略称・社名ともロゴマークが一新された。

### イメージキャラクター
1999年（平成11年）9月1日、翌2000年（平成12年）4月の開局30周年を控えて、イメージキャラクター「みるるん星人（みるるにあんず）」が誕生した。
核となる緑のみるるん星人の名前は「みるるん＠あっと」で、「みるるん星」からやってきた宇宙人という設定である。「みるるん星」は宇宙の彼方Y38星雲にあることになっており、男女の区別もない。他に仲間として、妖精型の「みにみる」達（「みにみる＠ちゃっと」、「みにみる＠どっと」、「みにみる＠さいと」、「みにみる＠ひっと」）、アニマル型の「みるるん＠みるぽっち」が設定されている。キャラクター群は、金曜23時10分から放送されている「みないと」の紙芝居形式のコーナー「みるるん＠劇場」で起用されているほか、番組公式サイトでも紹介されている。関連商品としては飲料水「みるパインサイダー」（山形県酒類卸株式会社）や、菓子「たべてみるるん」（杵屋本店）などが販売されている。

## 沿革
- 1968年（昭和43年）

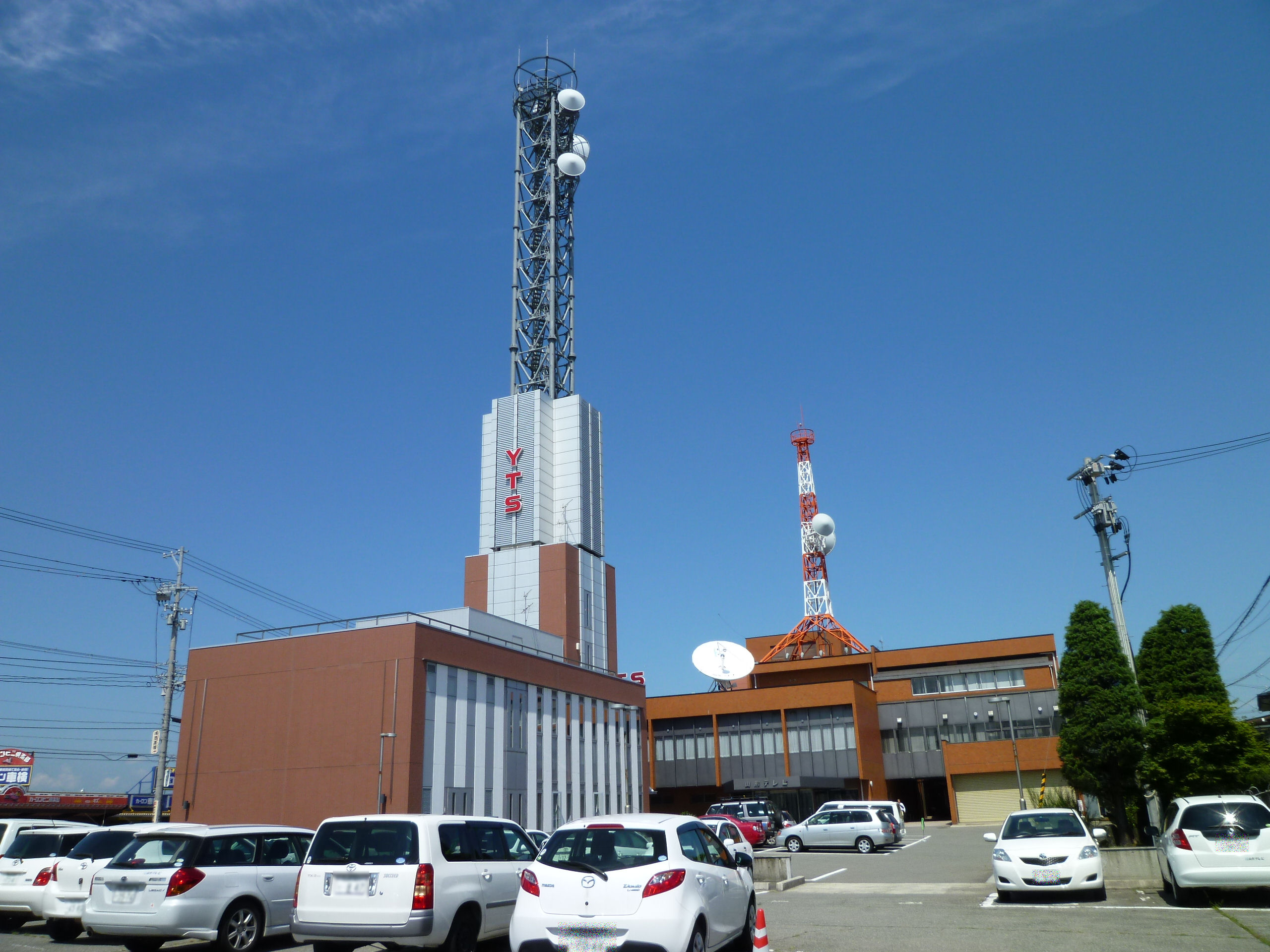
本社・演奏所（2011年8月27日撮影）

  - 8月 - 山形県にUHF波の民放第2局の周波数割り当て。
  - 10月 - 予備免許交付（山形局）[7]。
- 1969年（昭和44年）
  - 4月 - 予備免許交付（鶴岡局）[7]。
  - 11月 - 日本民間放送連盟（民放連）加盟[7]。
  - 12月1日 - サービス放送開始（鶴岡は1970年（昭和45年）1月より開始）。山形市内では一部折り込みで月間番組表が配布され、当時は昼間に放送休止時間が存在した。
- 1970年（昭和45年）4月1日 - 山形県内2番目のテレビ局として開局。同時にカラー放送開始。
- 1972年（昭和47年）4月1日 - 全日放送を開始。この日から、ニュース映像を完全カラー化。
- 1978年（昭和53年）5月24日 - 新館・スタジオ棟起工式[8]。
- 1979年（昭和54年）4月 - 新館・スタジオ棟（85坪）完成、4月30日火入れ式[8]。
- 1982年（昭和57年）10月1日 - 主調整室（マスター室）内のAPC（自動番組制御装置）と送出システムを更新[9]。
  - 開局10周年を記念して倉田まり子『やまがたのうた わたしのまち / ふるさとの径』（非売品シングル）を制作・放送。両面ともたかたかし補作詞（作詞はA面=中川真由美、B面=木内悦子）、井上忠夫作曲、青木望編曲。
- 1984年（昭和59年）4月1日 - CMバンク導入[10]。
- 1987年（昭和62年）7月 - 『時を刻んで 山形テレビの軌跡』を発行（山形テレビ社史編纂委員会 編、493ページ）。
- 1990年（平成2年）9月1日 - 音声多重放送開始。
- 1993年（平成5年）4月1日 - テレビ朝日系列のフルネット局となる（後述）。
- 1997年（平成9年）8月 - マスター（主調整室）とノンリニア対応のCMバンクと番組バンクへ更新[7]。
- 1998年（平成10年）4月 - 文字多重放送・データ放送（ADAMS）開始[7]。
- 2005年（平成17年）6月 - 本社前に地上デジタル放送対応の増築棟と送信用鉄塔・YTSタワーが竣工[11]。
- 2006年（平成18年）
  - 3月20日 - 地上デジタル放送対応のマスター更新（東芝製）。
  - 6月1日 - 地上デジタル放送開始。
- 2011年（平成23年）7月24日 - アナログ放送終了。
- 2017年（平成29年）10月6日 - テレビ朝日ホールディングスによる持分法適用関連会社化（青森朝日放送、長野朝日放送も同様）[12][注釈 3]。
- 2020年（令和2年）4月1日  - 開局50周年。
- 2021年（令和3年）6月1日 - SDGs宣言を発表。6月29日には、SDGメディア・コンパクトに加盟[14]。
- 2024年（令和6年）10月1日 - 開局55周年を機に、新CIを導入制定により略称・社名ともロゴマークが一新[6]。

## ネットワークの移り変わり
- 1969年（昭和44年）10月27日 - 取締役会席上で執行部がフジテレビジョン（フジテレビ）をネット局にすると決定[15]。
- 1970年（昭和45年）4月1日 - フジテレビ系列のフルネット局として開局。当初はNETテレビ（現：テレビ朝日）系列局として開局する予定だった。そのNETテレビおよび、東京放送（現：TBSテレビ）の番組の一部が、YBCから移行。
- 1975年（昭和50年）
  - 3月31日 - 関西地区の腸捻転解消に伴い、朝日放送（ABC）制作の番組がTBS系列扱いからNETテレビ系列扱いに、毎日放送（MBS）制作の番組がNETテレビ系列扱いからTBS系列扱いにそれぞれ変更される。当時の山形県にはどちらのフルネット局もなかったため、引き続き編成に応じてYBCと共有した。
  - 4月 - ANNに加盟[16]。
- 1979年（昭和54年）- 7月1日にYBCがテレビ朝日とネットワーク業務協定を組み、7月1日に『ANNニュースセブン』のネットを打ち切り、翌日よりYBCにネット移行。これによりANNを実質上の脱退となり、翌日よりニュースはFNNフルネットとなる。
- 1980年（昭和55年）4月1日 - テレビ朝日の番組の大部分が、代わりにANNへ正式加盟したYBCに移行したが、一部の番組は引き続き放送。フジテレビ系単独局に戻るが、1982年（昭和57年）4月まで、YBCから日本テレビ系および、TBS系の一部の番組が段階的に移行する。
  - 従前からTBS系列に加え、東京12チャンネル（現・テレビ東京）の番組もYBCと分担して放送していたため、権利切れの再放送番組も含めて、1989年9月までの9年半は日本の民放テレビ5系列すべての番組を放送していた[注釈 4]。
- 1981年（昭和56年）4月5日 - YBCの日曜ゴールデン・プライムタイムの番組編成が21時台を除いてテレビ朝日系のネット枠[注釈 5]へと変更されたため、日本テレビ系の日曜19:00 - 21:00枠および、22:00 - 22:30枠の番組[注釈 6]がYTSへ同時ネットで移行。
- 1989年（平成元年）10月1日 - テレビユー山形（TUY）の開局に伴い、TBS系列の番組が移行。
- 1993年（平成5年）4月1日 - フジテレビ系からテレビ朝日系に変更し、テレビ朝日系のフルネット局となる（FNN・FNSを脱退してANNに再加盟）。それ以降、さくらんぼテレビジョン（SAY）開局前日の1997年（平成9年）3月31日まで[注釈 7]大半のフジテレビ系の番組[注釈 8]が山形県内テレビ局で放送されず、ごく一部のフジテレビ系番組（『サザエさん』など）が、TUYに移行された程度であった。
  - YTSで放送されていた日本テレビ系の番組の全てがYBCへ移行。逆に、テレビ朝日系の番組がYBCとTUYから移行し、すでにYTSで放送されていた番組（『徹子の部屋』など）とあわせて一本化された。
  - ネットチェンジするにあたり、移行された番組の割合はYBC＝9:TUY＝1。ただし、YBCの9割のうち4割はYBCからYTSへ移行して再びYBCへ再移行されたものである。そのため、正式な割合はYBC=5:YBC→YTS→YBC=4:TUY=1となる。

### TUY開局前のプライムタイムの番組編成（1989年9月）
- ★ → 時差ネット

|       | 月曜日                               | 火曜日                          | 水曜日                          | 木曜日                                | 金曜日                          | 土曜日                          | 日曜日                                  |
| ----- | ------------------------------------ | ------------------------------- | ------------------------------- | ------------------------------------- | ------------------------------- | ------------------------------- | --------------------------------------- |
| 18:00 | フジ YTSニュース スーパータイム      | フジ YTSニュース スーパータイム | フジ YTSニュース スーパータイム | フジ YTSニュース スーパータイム       | フジ YTSニュース スーパータイム | フジ YTSニュース スーパータイム | フジ ひみつのアッコちゃん               |
| 18:30 | フジ YTSニュース スーパータイム      | フジ YTSニュース スーパータイム | フジ YTSニュース スーパータイム | フジ YTSニュース スーパータイム       | フジ YTSニュース スーパータイム | フジ★ さんまのまんま            | フジ サザエさん                         |
| 19:00 | フジ★ ピーターパンの冒険             | フジ まんが名作劇場 サザエさん  | フジ ドラゴンボールZ            | フジ クイズなっとく歴史館             | フジ★ キテレツ大百科            | フジ 所さんのただものではない!  | YTV 鈴木健二の人間テレビ                |
| 19:30 | フジ 青春オーロラ・スピン スワンの涙 | フジ 火曜ワイドスペシャル       | フジ クイズ!年の差なんて        | フジ クイズなっとく歴史館             | フジ 金曜おもしろバラエティ     | フジ らんま1/2                  | 日テレ すばらしい世界旅行               |
| 20:00 | フジ 志村けんのだいじょうぶだぁ      | フジ 火曜ワイドスペシャル       | フジ 鬼平犯科帳                 | フジ ゴメンドーかけます               | フジ 金曜おもしろバラエティ     | フジ オレたちひょうきん族       | 日テレ 天才・たけしの元気が出るテレビ!! |
| 21:00 | 日テレ TIME21                        | 日テレ★ 火曜ロードショー        | フジ 夜のヒットスタジオDELUXE   | フジ とんねるずのみなさんのおかげです | フジ 男と女のミステリー         | フジ ゴールデン洋画劇場         | 関テレ 花王名人劇場                     |
| 22:00 | 関テレ 月曜夜10時枠の連続ドラマ      | 日テレ★ 火曜ロードショー        | フジ 夜のヒットスタジオDELUXE   | MBS★ 世界まるごとHOWマッチ            | フジ 男と女のミステリー         | フジ ゴールデン洋画劇場         | 日テレ オシャレ30・30                   |
| 22:30 | 関テレ 月曜夜10時枠の連続ドラマ      | 日テレ★ 火曜ロードショー        | フジ 夜のヒットスタジオDELUXE   | MBS★ 世界まるごとHOWマッチ            | フジ 男と女のミステリー         | フジ ゴールデン洋画劇場         | 日テレ★ 巨泉のこんなモノいらない!?      |
| 23:00 | フジ ニュース最終版                  | フジ ニュース最終版             | フジ ニュース最終版             | フジ ニュース最終版                   | フジ ニュース最終版             | 関テレ ねるとん紅鯨団           | 日テレ★ 巨泉のこんなモノいらない!?      |

### フジテレビ系列末期（1993年3月）
- ★ → 時差ネット

出典：
|       | 月曜日                          | 火曜日                                       | 水曜日                          | 木曜日                                        | 金曜日                          | 土曜日                                       | 日曜日                                  |
| ----- | ------------------------------- | -------------------------------------------- | ------------------------------- | --------------------------------------------- | ------------------------------- | -------------------------------------------- | --------------------------------------- |
| 18:00 | フジ YTSニュース スーパータイム | フジ YTSニュース スーパータイム              | フジ YTSニュース スーパータイム | フジ YTSニュース スーパータイム               | フジ YTSニュース スーパータイム | フジ YTSニュース スーパータイム              | フジ ツヨシしっかりしなさい             |
| 18:30 | フジ YTSニュース スーパータイム | フジ YTSニュース スーパータイム              | フジ YTSニュース スーパータイム | フジ YTSニュース スーパータイム               | フジ YTSニュース スーパータイム | 関テレ★ さんまのまんま                       | フジ サザエさん                         |
| 19:00 | フジ★ まぼろしまぼちゃん        | フジ まんが名作劇場 サザエさん               | フジ ドラゴンボールZ            | フジ クイズ!年の差なんて                      | フジ スターはポチだ!            | フジ たけし・逸見の平成教育委員会            | YTV おしえて!ガリレオ                   |
| 19:30 | フジ★ キテレツ大百科            | フジ 火曜ワイドスペシャル                    | フジ タモリのボキャブラ天国     | フジ クイズ!年の差なんて                      | フジ 金曜ファミリーランド       | フジ たけし・逸見の平成教育委員会            | 日テレ 日立 あしたP-KAN気分!            |
| 20:00 | フジ 志村けんのだいじょうぶだぁ | フジ 火曜ワイドスペシャル                    | フジ 鬼平犯科帳                 | フジ ボクたちのドラマシリーズ お願いダーリン! | フジ 金曜ファミリーランド       | フジ ウッチャンナンチャンのやるならやらねば! | 日テレ 天才・たけしの元気が出るテレビ!! |
| 21:00 | 日テレ スーパーテレビ情報最前線 | 日テレ★ 火曜ロードショー（金曜ロードショー） | フジ 振り返れば奴がいる         | フジ とんねるずのみなさんのおかげです         | フジ 金曜ドラマシアター         | フジ ゴールデン洋画劇場                      | 関テレ 花王ファミリースペシャル         |
| 22:00 | 関テレ 月曜夜10時枠の連続ドラマ | 日テレ★ 火曜ロードショー（金曜ロードショー） | フジ MJ -MUSIC JOURNAL-         | フジ★ 木曜劇場 並木家の人々                   | フジ 金曜ドラマシアター         | フジ ゴールデン洋画劇場                      | 日テレ オシャレ30・30                   |
| 22:30 | 関テレ 月曜夜10時枠の連続ドラマ | 日テレ★ 火曜ロードショー（金曜ロードショー） | フジ MJ -MUSIC JOURNAL-         | フジ★ 木曜劇場 並木家の人々                   | フジ 金曜ドラマシアター         | フジ ゴールデン洋画劇場                      | 日テレ★ 知ってるつもり?!                |
| 23:00 | フジ FNN NEWSCOM                | フジ FNN NEWSCOM                             | フジ FNN NEWSCOM                | フジ FNN NEWSCOM                              | フジ うれしたのし大好き         | 関テレ ねるとん紅鯨団                        | 日テレ★ 知ってるつもり?!                |

#### 備考
- TUY開局前は毎日新聞の経営危機まで、毎日新聞の資本があった関係でTBS系列（主に毎日放送制作）の番組も一部放送されていた。『世界まるごとHOWマッチ』は、いびつなネット関係の隙間を突いて遅れネットから一時期同時ネットになった例である。一部番組は遅れネットでもマイクロにて準キー局からネットされていた。『ヤングおー!おー!』は、東京12チャンネル（現・テレビ東京）から一時期マイクロ送りだった[18]。

### ネットチェンジ
1993年（平成5年）4月1日、YTSはフジテレビ系列（FNN・FNS）からテレビ朝日系列（ANN）へネットチェンジした。

#### ネットチェンジに至るまでの経緯
山新グループを率いていた服部敬雄は、1989年（平成元年）に開局したエフエム山形とテレビユー山形（TUY）の開局に関しては郵政省（現・総務省）の調停案に猛反発し、当初は反対の立場を示していた。しかし、服部の意向とは関係なく、開局へと至った2局への対抗も兼ねてバブル期に実施した新規事業が軒並み失敗したことやフジテレビが提示した経営再建策にYTSが猛反発したことがネットチェンジの直接的な引き金と見られる。
ハリウッド映画『死霊のしたたり2』『グランド・ツアー』への約14億円の出資、1985年（昭和60年）7月には、YTS・山形新聞社・山形放送（YBC）・山形交通（現・ヤマコー）・山形相互銀行（現・きらやか銀行）との5社で設立した「バイオ科学研究所」、開局15周年記念で発行した「クルーガーランド金貨」、『のぞみウィッチィズ』OVA版の製作関与など、様々な事業に手を出したものの、軒並み損失を出す結果となり、収益が悪化。結果、バイオ科学研究所は約15億円の債務超過を抱えて、1992年（平成4年）4月解散。1991年度の決算は売上高約52億円のうち、バイオ科学研究所の解散に伴う債務負担、ハリウッド映画2本の業績不振と投資の未回収などもあり、開局以来黒字経営が一転して赤字に陥り、負債総額は約40億円前後に膨らんだ。当時の今野秀孝社長（YBC出身）は、経営再建と出資したハリウッド映画の放送権を購入するようフジテレビに求め、フジテレビ側はフジサンケイ系の株の増資と恒久的なネットワーク協定を求めた。しかし、6月24日の臨時社員総会で水井寅三郎会長とともに今野も引責辞任。後任の社長には専務だった後藤久弥（YBC出身）が選出された。
1992年（平成4年）9月24日に行われた臨時取締役会席上では、上記の経営悪化を踏まえて、取締役13人のうち12人の圧倒的多数で、テレビ朝日（ANN）系列へのネットチェンジが決定、先述の条件を求めたフジテレビサイドにとっては反旗を翻される結果となった。翌25日には、後藤社長と佐藤邦男東京支社長（当時）が東京・河田町にあったフジテレビ本社を訪問するも、経営悪化とネットチェンジとの因果関係を一切伝えないまま、フジテレビ（FNN・FNS）系列を離脱して、テレビ朝日系列へネットチェンジする旨を伝え、アークヒルズにあったテレビ朝日本社を訪れ、ネットワーク加盟申し入れを行った。
フジテレビは、何度もネットチェンジに反対して、撤回を要請したが、YTSの意思は固いことから、1992年（平成4年）10月16日にFNS理事会名で役員引き上げなどを内容とする「最終通告書」を送付。これによれば、ネットチェンジを認めた一方、その報復として1992年（平成4年）12月より4か月間、FNN/FNSの全てのネットワークセールス番組のスポンサーとの交渉をYTSだけ単独で行わせる個別交渉のペナルティを科した。フジテレビは1992年（平成4年）12月31日付でYTSをFNN/FNSから除名することも示唆した。結局YTSは翌年3月31日に予定通りFNN/FNSを脱退し、フジテレビ系列の番組を全て打ち切った。翌4月1日にANNに正式加盟、秋田朝日放送（AAB）に次いで19局目のテレビ朝日系列フルネット局として再スタートした。

#### 要因
当時、テレビ朝日系列へ加盟する理由は、一般視聴者やスポンサー、キー局のフジテレビやテレビ朝日はおろか、郵政省（現・総務省）に対しても、YTS幹部は「経営再建」「株主の意向」「クロスネットの解消」と説明を行った。
1992年（平成4年）当時、YTSの筆頭株主だった相馬大作元酒田市長 によれば、開局直前までは日本教育テレビ（NETテレビ、現・テレビ朝日）系列になる予定だった。それを前提として朝日新聞・読売新聞・毎日新聞・産経新聞系列等の免許申請社が19社存在していたが、そのうち山新グループ内がダミーにあたる9社で免許申請を行っていた。そこに旧山形2区選出の自民党・松沢雄蔵衆議院議員（当時）が調停人として選ばれ、郵政省の行政指導を理由に山新グループを排除し、さらには松沢が19.5%の株を収めてYTSを支配しようとしたため、服部側が反発し、5年に及ぶ訴訟問題にまで発展。また、役職員数が24人に放送関係者が3人しかおらず、開局準備が進まない状況に前島憲平社長（鐵興社出身）が服部に調整を持ちかけ、元来関係が乏しかった山新グループに入り、山形新聞とYBC両者から15人がYTSに移籍。さらに服部と鹿内信隆フジテレビ会長との間の個人的な関係や、1969年（昭和44年）当時のNETテレビ（現・テレビ朝日）が教育専門局であったこと、YTSが朝日新聞傘下になることを恐れたこと、1969年（昭和44年）当時のYBCでのフジテレビのネット比率も最も少なかったこともあり、服部の「鶴の一声」でフジテレビ系列となった。相馬は免許申請時は朝日新聞派で、清野幸男（米澤新聞社長）は酒田市の前田製管社長だった前田巌山形県議会議員（当時）とともに毎日新聞と連携。1970年代終盤に経営悪化のために毎日新聞社の7.21%の株式が朝日新聞関係者にわたったため、同社の株主の多くが朝日新聞系となりテレビ系列と新聞社比率のいびつな関係が残った。
その後、1990年（平成2年）10月に鹿内が、1991年（平成3年）3月に服部が相次いで死去。さらに1992年（平成4年）に鹿内宏明がフジサンケイグループ議長を辞任し、フジサンケイグループから鹿内家の影響力が排除されたその状況下において、多額の負債保証をテレビ朝日や系列局が肩代わりする交換条件として開局時に系列入りを予定していたテレビ朝日系列へのネットチェンジができるとなれば、当然の選択肢とも言える。

#### ネットチェンジの実施
ネットチェンジを行った1993年（平成5年）3月31日までの新聞のYTSのテレビ欄には、完結していないドラマ・アニメも含め、フジテレビ系列の全ての番組に（終）マークが並ぶこととなった。自社製作番組やテレビ東京系列番組など、一部は継続し、山形テレビで放送していた日本テレビ系列の番組も、NNN・NNS単独ネット局となったYBCへ移行。ネットチェンジはYBCの協力もあり、スムーズに遂行された。唯一、東海テレビの昼ドラ（当時は『正しい結婚』）のみ、先行して3月31日に最後の3日分（本放送と最終2話）の放送が実施された。31日深夜、同時ネット最終番組「プロ野球ニュース」、そしてテープネット最終番組「夜鳴き弁天」が放送され、フジテレビ系列局としての放送を終えた。
1993年（平成5年）3月15日朝からネットチェンジ前日まで放送していたフジテレビ系列や日本テレビ系列の番組宣伝CMが姿を消し、4月からのテレビ朝日系列の番組宣伝CMに切り替えた。
1993年（平成5年）4月1日、朝6時の『CNNデイブレイク』からテレビ朝日系列局へネットチェンジ。5時58分から放映されたオープニング映像では「山形テレビでは、きょうからテレビ朝日系の番組をお送りいたします。どうぞおたのしみ下さい。」と表示された字幕スーパーが挿入された。『モーニングショー』・『人間探検!もっと知りたい!!』・『こんにちは2時』・ 『ステーションEYE』・『ニュースステーション』においてYTS発で全国中継を実施。『やじうまワイド』では、4月5日開始の『スーパーモーニング』を担当する若林正人と川瀬眞由美テレビ朝日アナウンサー（当時）が『山形新聞』朝刊紙面を山形から紹介。4月1日には、5時間15分に及ぶ生放送の特別番組『サンライズYTS』が放送され、若林・川瀬も生出演した。
1993年（平成5年）4月1日付の『山形新聞』朝刊紙面などでは、「山形テレビの新しい門出をお祝いします。」「本日、YTS山形テレビはテレビ朝日系列として生まれかわります。」などの文章とテレビ朝日系列フルネット局の略称・局名一覧が掲載された全面広告が出稿された。この上記文章の末文には「末筆となりましたが、これまでテレビ朝日系列の番組を放送いただいた山形放送と視聴者の皆さまに、深く感謝いたします」というYBC側へのメッセージも記されていた。
一方で、1993年（平成5年）3月31日の『山形新聞』朝刊紙面での全面広告では、左上に小さい文字で『長い間フジテレビ系の番組をごらんいただきましてありがとうございました。あすからテレビ朝日系の番組をお送りいたします。どうぞご期待ください。』とメッセージが添えられていた。

#### ネットチェンジ後
ネットチェンジによる苦情殺到に備え、「視聴者対策室」を設けて対応する算段をくんでいたものの、自社の放送での告知・山形新聞での告知が功を奏し、クレームは少なかったという。
ネットチェンジにより山形県においてテレビ朝日の看板番組であった『ニュースステーション』がスタートした。また、YBCでは時差ネットを余儀なくされた番組がネットチェンジにより同時ネット化、いわゆる「日本テレビマストバイ局」としての再出発を果たす。上記のようにYBCの協力によりネットチェンジされたため、1980年（昭和55年）からYBCとYTSの間で続いていた変則的なクロスネット状態は解消された。
しかし、当時のテレビ朝日は視聴率でフジテレビに完全に水をあけられている状態にあり、「人気番組」も多くなかった。
山形地区視聴率調査においても、全日の平均視聴率は1992年（平成4年）12月期まではTUYと僅差でYBCに次いで2位を記録したものの、1993年（平成5年）4月期以降はTUYにも抜かれて3位に転落した。一部では、YTSは"新局"同様で、テレビ朝日系列に変更したことから、視聴者層が変わり、出稿を控える企業が増えたためという指摘があった。
ネットチェンジに伴いフジテレビは1993年（平成5年）4月1日に、山形県内のFNNの取材拠点としてフジテレビ山形支局を開設した。

#### 山形県内で放送継続したフジテレビ系列の番組
ネットチェンジによって山形県はフジテレビ系列の空白地域となり、フジテレビはYTSとネットチェンジに協力したとみなしたYBCに対しても、フジテレビ制作番組はもちろんのこと、関西テレビ（KTV）制作番組などフジテレビ系列局各局制作番組も含めて、下記の一部の例外を除くフジテレビ系列全体の番組販売を拒否し、「フジ1局に対しローカル局3局、山形県側絶対優位」とみていた業界を驚かせた。
そのため、1993年（平成5年）4月1日からさくらんぼテレビが開局する前日の1997年（平成9年）3月31日までの4年間、フジテレビ系の番組は下記の例外を除いてTUYのみが購入（一部の番組はスポンサードネット）して深夜および午後のローカル枠にて放送していたが、編成上の都合などの関係から『サザエさん』など一部の番組しかネットされず、特に平日昼の『森田一義アワー 笑っていいとも!』が山形県ではさくらんぼテレビ開局まで遅れネットさえ実施されなかったことで、YTS、YBC、TUYをはじめ、フジテレビにも苦情が相次いだ。
この結果、YTSのネットチェンジ以降におけるYTSとYBCの2局における系列外番販ネットはテレビ東京系、独立放送局、芸能事務所・レコード会社・通販会社などの外部企業、系列の垣根を越えた制作委員会方式番組のみとなった。
ネットチェンジする8日前の3月24日、生放送内で視聴者からのFAX紹介をしていた『MJ -MUSIC JOURNAL-』へ「山形県での放送が打ち切られることになったため、どうしても見たいのに見られなくなる」「近隣県の系列局で見なければならない」などのメッセージが多数送られ、それが紹介されるという事態が発生した。
ネットチェンジ以降には、ケーブルテレビなどで隣県のフジテレビ系列局（仙台放送 • 秋田テレビ • 福島テレビ • 新潟総合テレビ（現在のNST新潟総合テレビ））が受信出来た場合のみ、引き続きフジテレビ系列の番組を視聴することができた。
ネットチェンジ後も例外的にYTS・YBCで放送したフジテレビ系列の番組
フジテレビ系列制作分のみ記載し、フジテレビがキーステーションであるものの民放各局の共同制作である番組は除外とする。
- YTS制作の『十字屋テレビショッピング』[注釈 29]
- スポンサーとの関係上引き続きYTSで放送されたフジテレビ制作[注釈 30]の農林水産省提供の広報番組『若い土』と秋田テレビ制作のクボタ一社提供『クボタ民謡お国めぐり』[注釈 31]
- スポンサーの関係上YBCで放送されていた仙台放送制作の東北電力一社提供『東北地方ブロックネット番組』[注釈 32]
- 系列の垣根を越えてYBCが参加していた『東北民放テレビ六社会』制作番組の福島テレビ担当分[注釈 33]
- テレビ朝日を幹事局とし系列の垣根を越えてYBCが加盟している『民間放送教育協会』の番組のうち、福島テレビと沖縄テレビ制作分[注釈 34]
- 権利切れの再放送番組

### さくらんぼテレビジョン開局から現在
ネットチェンジ後も、「裸の大将放浪記」や「振り返れば奴がいる」など過去のドラマ・アニメの一部についてはYTS・YBCの両局で再放送されていた。これはフジ系時代にYTSでの放送実績があり、なおかつフジテレビ・FNSの優先放送権が失効していたため、販売拒否の対象から外れたことが放送できた原因と思われる。
その後、1993年（平成5年）夏にYTS社員が中心となって「フジテレビ系民放第四局を作る会」が設立。街角での署名運動、柿崎工務所や山本製作所を中心とした山形財界の熱意にフジテレビが動き、東北地方のフジテレビ系列局（岩手めんこいテレビ・仙台放送・秋田テレビ・福島テレビ・新潟総合テレビ（現・NST新潟総合テレビ））の後押しもあり、1997年（平成9年）4月1日に念願のフジテレビ系列局・さくらんぼテレビジョン（SAY）が開局。
一方で、ネットチェンジの苦境を乗り越えたYTSは平成新局の多いテレビ朝日系列、特に東北ブロックにおいて老舗局としてノウハウを提供、制作力底上げに貢献している。2007年（平成19年）には山形新聞グループを脱退し、名実ともに朝日新聞系列の仲間入りを果たした。2017年（平成29年）には、テレビ朝日ホールディングスの持分法適用関連会社の1社にもなり現在に至っている。
ホームページの会社概要欄や過去を振り返る番組などでは、ネットチェンジに関する事柄は一切触れられておらず事実上のタブーと化している。ただし、FNSのホームページの沿革欄には、「山形テレビがネット解消を通告」と書かれている。
山形テレビのネットチェンジ顛末については、小田桐誠著『テレビ業界の舞台裏』（三一書房刊）、『2000年のテレビジョン』（角川書店）に詳しく書かれている。
製作委員会方式であるため事情は異なるものの、その後2023年（令和5年）には関西テレビ（KTV）が製作参加社に名を連ねるアニメ『ダークギャザリング』がYTSで放送された。これを関西テレビ制作番組と解釈した場合は、上述の例外を除けばネットチェンジ以来約30年ぶりのフジテレビ系列局制作番組の放送ということになる。

## 資本構成
企業・団体の名称、個人の肩書は当時のもの。出典：

### 概要
山形県におけるUHF帯での第2波割当に際して19件の申請があり、旧山形2区選出の松沢雄蔵衆議院議員（当時）が調停役となり一本化調整を行い新聞社系など6者に各7%、9者に各2.5%、3者に各2%、県議会関係で計10%、調停役の松沢が役員となる外部人材への分配を視野に入れた保留株を含める「一任分」として19.5%の出資比率としたが、その後松沢が一任分19.5%の所有権を主張し裁判に発展し1974年（昭和49年）に一任分の大半を地元銀行4行に中立株として配分し和解に至った。

山形テレビの主要株主は、テレビ朝日・朝日新聞。ほかに毎日新聞・読売新聞、かつてはフジテレビ系列だったことから産業経済新聞社→フジテレビジョンの資本も入っている。以前は山形新聞が筆頭株主だった時代もあったが、マスメディア集中排除原則による行政指導などの理由で山形新聞が原則を超えて保有していた分はテレビ朝日、朝日新聞を中心に売却された。
しかし、山形新聞は山新グループ離脱後も原則の上限いっぱいである発行済み株式の10%を引き続き保有、山形放送とも株式の持ち合いを行っている。

### 2021年3月31日
出典：
| 資本金      | 発行済株式総数 | 株主数 |
| ----------- | -------------- | ------ |
| 3億7845万円 | 75,690株       | 14     |

| 株主                       | 株式数   | 比率   |
| -------------------------- | -------- | ------ |
| テレビ朝日ホールディングス | 17,810株 | 23.53% |
| 朝日新聞社                 | 14,100株 | 18.63% |
| 山形新聞社                 | 07,560株 | 09.98% |
| カメイ                     | 06,000株 | 07.92% |
| 荘内エネルギー             | 05,870株 | 07.75% |
| 山形放送                   | 05,720株 | 07.55% |
| 前田製管                   | 05,200株 | 06.87% |
| 山形銀行                   | 03,780株 | 04.99% |
| 荘内銀行                   | 03,000株 | 03.96% |

## チャンネル

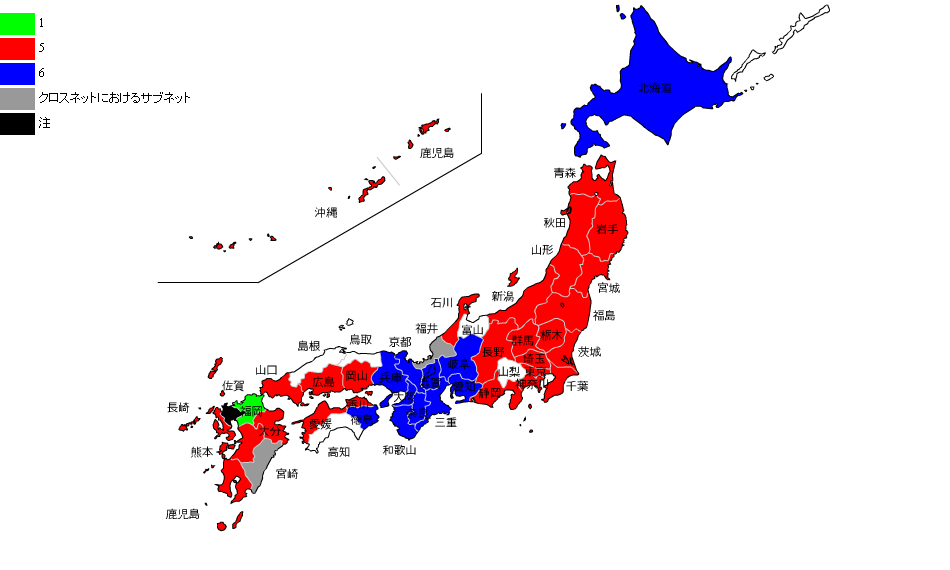
テレビ朝日系列のリモコンキーID地図

- リモコンキーID・5

### 親局
- 山形（西蔵王テレビ・FM放送所、山形市神尾）18ch（JOYI-DTV） - 国内のローカル局において初めて、西蔵王テレビ・FM放送所にYBCと共同で地上デジタル放送対応の送信所を建設、2003年に運用を開始した。運用開始当初はアナログ放送機と送信アンテナ、電源装置のみ設置し、後にデジタル送信機も設置された。UHF送信アンテナと鉄塔は既存のアナログ放送のものを継続使用している。

### 中継局
物理チャンネル順。2010年12月現在
| 【村山地方】 - 山形山寺 18ch - 山形東沢 18ch - 蔵王温泉 18ch - 尾花沢牛房野 18ch - 尾花沢銀山 21ch - 東山形 31ch - 尾花沢 39ch - 東天童 39ch - 東根関山 43ch - 朝日町 44ch | 【置賜地方】 - 高畠 23ch - 高畠時沢 31ch - 長井 33ch - 白鷹下山 33ch - 白鷹佐野原 33ch - 米沢（天元台高原）34ch - 米沢舘山 35ch - 小国 38ch - 飯豊中津川 42ch - 白鷹黒鴨 44ch - 飯豊 46ch | 【最上地方】 - 新庄（杢蔵山）21ch - 羽前金山 21ch - 真室川高坂 37ch - 最上前森 44ch - 戸沢 46ch | 【庄内地方】 - 鶴岡（高館山）18ch - 温海 18ch - 鶴岡三瀬 44ch - 朝日東岩本 44ch |

### アナログ放送
2011年7月24日停波時点

### 親局
- 山形（西蔵王高原）38ch（JOYI-TV）

### 中継局
チャンネル順
| 【村山地方】 - 東天童 35ch - 東山形 40ch - 山形小白川 41ch（垂直偏波） - 山形山寺 41ch - 尾花沢 41ch - 蔵王温泉 47ch - 東根関山 48ch - 尾花沢銀山 55ch - 尾花沢牛房野 55ch - 西川大井沢 56ch - 山形東沢 57ch - 天童（舞鶴山）57ch - 朝日町 57ch - 山形関沢 62ch | 【置賜地方】 - 長井 23ch - 小国 39ch - 白鷹下山 41ch - 白鷹佐野原 42ch - 高畠 47ch - 米沢小野川 48ch（アナアナ変換で40chから変更） - 米沢大沢 55ch - 米沢舘山 55ch - 飯豊 57ch - 米沢（笹野山）58ch（米沢デジタル局は天元台高原に設置） - 白鷹黒鴨 61ch - 高畠時沢 62ch（アナアナ変換で40chから変更） ※小野川局、高畠時沢局のアナアナ変換はさくらんぼテレビ米沢デジタル局開設に伴うもの。 | 【最上地方】 - 羽前金山 41ch - 真室川釜淵 41ch - 鮭川 49ch - 鮭川中渡 54ch - 最上前森 55ch - 戸沢 56ch - 真室川高坂 56ch - 新庄（杢蔵山）58ch | 【庄内地方】 - 鶴岡（高館山）39ch - 温海 42ch - 鶴岡三瀬 57ch - 温海鼠ヶ関 57ch - 朝日東岩本 61ch |

## 番組
2024年4月現在。

### 自社制作
- 提言の広場（土曜 7:30 - 8:00）
  - 山形経済同友会の会員などが出演し、山形県の経済に関して討論などを行ったり、県内の伝統工芸を紹介するなど、1971年10月から続くローカル番組である[58]。
  - 2009年3月までは日曜 8:00 - 8:30の放送だったため、『特捜ロボ ジャンパーソン（第9話から）』から『テツワン探偵ロボタック』までのメタルヒーローシリーズ→『燃えろ!!ロボコン』→『仮面ライダーディケイド』までの平成仮面ライダーシリーズからなるテレビ朝日系日曜 8:00枠の東映制作の特撮テレビドラマ枠は金曜 16:30 - 16:59（1993年のネットチェンジから2000年9月まで）→16:25 - 16:55（2000年10月から2009年4月3日まで）に放送していた。
- スーパーJチャンネルYTSゴジダス（月曜 - 金曜 16:45 - 18:55）
- スーパーJチャンネルYTSニュース（土曜、日曜 17:30 - 17:55、ローカルパートは17:46 - 17:55）
- YTSスペシャル→山形いちまる（月1回 水曜 19:00 - 19:54）
- YTSニュース
- 山形ふるさとCM大賞（毎年12月に放送）
- われらラーメン王国（冬の時期に1回[注釈 41]／年）
- みるるんステーション（月曜 - 金曜 18:55 - 19:00）
- YTS・HOT情報（土曜 15:55 - 16:00）
- ちゃおちゃおパラダイス!（土曜 12:56 - 13:00　、日曜 15:25 - 15:30）
- 全国高校野球選手権大会山形県予選中継[注釈 42]（ベスト4から）
- やまがた季節一番（【春・夏・秋・冬】のいずれか一文字が入り、表記上のタイトルは「やまがた○一番」となる。年4回放送）
- シネマみないと（金曜 23:10 - 23:15）
- 得テレ!
- モンテディオ山形ホームゲーム中継（随時）（DAZNでの中継制作も手がけており、YTSのスポーツアナウンサーらが実況に出演する。スカパー!での中継開始当初はFNS系列の仙台放送に制作委託していた。これは現在のFNS系・さくらんぼテレビジョンにスポーツ全国中継をするだけの設備が充分備わっていなかったためである）

### テレビ朝日系列番組
制作局の表記のない番組はテレビ朝日制作。
太字は同時ネット。
- グッド!モーニング（月曜 - 金曜 5:25 - 8:00）[注釈 43]
- 大下容子ワイド!スクランブル・第1部（月曜 - 金曜 10:30 - 11:45）
- 世界の車窓から（月曜・火曜 23:10 - 23:15）[注釈 44]
- ハマスカ放送部（火曜 0:15 - 0:45（月曜深夜））
- トゲトゲTV（火曜 0:45 - 1:15（月曜深夜））
- 錦鯉が行く!のりのり散歩（火曜 14:40 - 15:10、北海道テレビ制作）
- 爆問×伯山の刺さルール!（水曜 0:15 - 0:45（火曜深夜））
- ラブ!!Jリーグ（水曜 0:45 - 1:00（火曜深夜））
- バスケ☆FIVE〜日本バスケ応援宣言〜 （水曜 1:00 - 1:15（火曜深夜））
- 工藤阿須加が行く 農業始めちゃいました（水曜 14:40 - 15:10、BS朝日制作）
- 相席食堂（木曜 0:15 - 1:15（水曜深夜）、朝日放送テレビ制作）
- 水曜どうでしょうプレミア（木曜 1:15 - 1:45（水曜深夜）、北海道テレビ制作）
- カーグラフィックTV（木曜 1:45 - 2:15（水曜深夜）、BS朝日制作）
- テレビ千鳥（金曜 0:15 - 0:45（木曜深夜））
- 探偵!ナイトスクープ（金曜 0:45 - 1:40（木曜深夜）、朝日放送テレビ制作）
- 出川一茂ホラン☆フシギの会（土曜 0:20 - 0:50（金曜深夜））
- musicる TV（土曜 1:20 - 1:50（金曜深夜））
- Break Out（土曜 1:50 - 2:20（金曜深夜））
- 渡辺篤史の建もの探訪（土曜 7:00 - 7:25）
- 題名のない音楽会（土曜 10:30 - 11:00、30分遅れ）
- 食彩の王国（土曜 11:00 - 11:25）
- おしえて!四千頭身（土曜 11:30 - 11:45、北陸朝日放送制作）[注釈 45]
- おぎやはぎのハピキャン（日曜 0:05 - 0:35（土曜深夜）、メ〜テレ制作）
- なるみ・岡村の過ぎるTV（日曜 0:35 - 1:30（土曜深夜）、朝日放送テレビ制作）
- ゲキレア珍百景（日曜 10:00 - 10:55）
- チョコプランナー（日曜 11:30 - 11:50）
- ビートたけしのTVタックル（日曜 12:00 - 12:55）
- ウドちゃんの旅してゴメン（日曜 16:30 - 17:00、メ〜テレ制作）
- なにわ男子の逆転男子（日曜 17:00 - 17:30）
- あざとくて何が悪いの?（日曜 23:55 - 翌0:25）
- ドラマL（月曜 0:25 - 0:55（日曜深夜）、朝日放送テレビ制作）
- ワールドプロレスリング（月曜 0:55 - 1:25（日曜深夜））
- テレメンタリー（月曜 1:25 - 1:55（日曜深夜））

### 再放送
- 新婚さんいらっしゃい!（月曜 14:40 - 15:10、朝日放送テレビ制作）
- 人生の楽園（土曜 6:30 - 7:00）
- ポツンと一軒家（土曜 12:00 - 13:00、朝日放送テレビ制作）

### テレビ東京系列番組
- ゴッドタン（土曜 0:50 - 1:20（金曜深夜））
- 開運!なんでも鑑定団（土曜 9:30 - 10:30、再放送：日曜 15:25 - 16:30）
- 所さんの学校では教えてくれないそこんトコロ!（土曜 13:00 - 13:55、再放送：月曜 13:45 - 14:40）
- 土曜スペシャル（不定期放送）

### 再放送枠
- ドラマな2時間（水曜 - 金曜 13:45 - 15:40）
- ドラマ再放送枠（月曜 - 金曜 15:43 - 16:40）

### その他
- We are STARDOM!!〜世界が注目!女子プロレス〜（木曜 2:15 - 2:45（水曜深夜））
- ワンルーム、日当たり普通、天使つき。（金曜 1:40 - 2:10（木曜深夜））
- ふわり愛（金曜 2:10 - 2:40（木曜深夜）、山陰放送幹事）

## アナウンサー

### 現職

#### 男性
- 2018年 斉藤佑太（父は文化放送アナウンサーの斉藤一美）、望月雅人（あいテレビから移籍）
- 2025年 和田孝太郎

#### 女性
- 2001年 熊谷瞳（鮭川村出身）
- 2023年 中野暁
- 2024年 高坂瑠奈（米沢市出身）、森山萌花
- 2025年 麩山優月

### かつて在籍していたアナウンサー

#### 男性
- 1970年
  - 田岡明（2000年春までアナウンサー。その後、編成部長を務めて2006年5月に定年。北海道美唄市出身）
- 1973年
  - 天池眞樹（2003年までアナウンサー。鶴岡市出身）
- 1979年
  - 池本弘三（1984年まで在籍。テレビ埼玉→フリー）
- 1984年
  - 田島義彦（新潟総合テレビより移籍、報道記者→酒田支社長を務めた後に本社勤務に戻る）
  - 山田基行（テレビ岩手から移籍し、1996年に退社。現在はフリーアナウンサー。富山県出身）
- 1987年
  - 黒須英之（現在はアナウンス責任者）
- 1989年
  - 井川弘宜（1993年まで在籍。山口朝日放送へ移籍）
- 1996年
  - 下村泰司（1999年まで在籍。テレビ朝日系移行後初の男性アナウンサー。ちなみに国学院久我山キャプテンの元高校球児。退社後はInterFM社長も務めていた）
- 2000年
  - 宮本賢一（2005年秋まで在籍。ジョイスタッフ所属のフリーアナウンサー）
- 2006年
  - 小出匡志（4月入社 - 2015年3月）
- 2010年
  - 飯塚智紀（4月入社 - 2013年3月）
- 2012年
  - 前田拓哉（4月入社 - 2018年9月。テレビ大阪へ移籍）
- 2013年
  - 桜井孝史（4月入社 - 2016年3月）
- 2016年
  - 清水春樹（4月入社 - 2024年12月。山陽放送から移籍・山形市出身）
- 古山康夫（山形放送から移籍。後に退職）
- 佐藤優

#### 女性
- 1987年
  - 鈴木千尋（ - 2012年3月、静岡県出身）
- 1989年
  - 伊藤さおり（長井市出身）
- 1992年
  - 成田比巳子（東田川郡櫛引町（現・鶴岡市）出身、現在は同社の報道制作センター所属で、かつては同社制作のスカパーJリーグ中継でモンテディオ山形戦のピッチリポーターを担当していた（その際の名義は「成田ひみこ」）。FNS系列として最後の女性アナ）
- 1993年
  - 小林喜代美（旧姓・細谷、テレビ朝日系列移行後初の女子アナ）
- 1997年
  - 米田やすみ（ - 2001年。セント・フォース→ホリプロ所属のフリーアナウンサー）
- 2002年
  - 小坂深和（ ‐ 2023年3月。現在、当局内編成業務部長）
- 2006年
  - 高橋聡美（2010年まで在籍。NHK前橋放送局の契約キャスターを経て、2013年7月に復帰。2013年7月 - 2014年3月）
- 2010年
  - 佐々木真奈美（4月入社 - 2013年9月。現在キャスト・プラス→ジョイスタッフ所属のフリーアナウンサー）
- 2011年
  - 新井翔子（ - 2013年6月。2013年7月に新潟総合テレビへ移籍し、2016年5月に退社）
- 2013年
  - 石井久美子（ - 2015年3月）
  - 神谷美寿々（ - 2014年6月。2014年7月から2016年3月まで東海テレビアナウンサー。その後フリーアナウンサーを経て、2017年1月から2019年3月まで福島テレビアナウンサー）
- 2014年
  - 井澤愛巴（ - 2016年3月）
  - 河野行恵（ - 2017年3月。2017年4月からテレビ新広島アナウンサー）
- 2015年
  - 塩原桜（ - 2018年3月）
- 2016年
  - 佐藤彩加（ - 2024年7月、2024年9月から京都放送アナウンサー）
- 2017年
  - 菅原智郁（ - 2025年3月、2025年4月よりNHK仙台のキャスター、NHK仙台の所在地・宮城県仙台市出身）
- 2018年
  - 木村カレン（ - 2021年3月）
- 2021年
  - 岡田桃佳（ - 2023年2月。2023年3月からTVQ九州放送アナウンサー）
  - 吉見真叶（ - 2024年3月。2024年4月からミヤギテレビアナウンサー）
- 阿部泰子
- 岩本さつき（兵庫県神戸市出身）
- 工藤敦子
- 古池一子（1993年まで在籍。夫は元山形放送アナウンサーの古池常泰、息子は元青森放送アナウンサーの古池雄）
- 佐藤祐子
- 鈴木よしえ
- 高山ひでみ
- 田中裕子
- 藤生直子（→フリーアナウンサー。FM Haro!（浜松市）→レディオ湘南（藤沢市）パーソナリティ）
- 山川裕子
- 吉田香代子
- 香坂あかね

## 主なイベント
- YTS沖縄遊・YOU塾（毎年3月下旬開催。対象は小学校4年生 - 中学校3年生）
- YTSマンモスフリーマーケット（毎年4月下旬開催。会場は山形ビッグウイング）